# (612147) 2000 CF105
(612147) 2000 CF105 est un objet transneptunien de magnitude absolue 7,1. Son diamètre est estimé à 64 km.
Un satellite, de nom provisoire S/2001 (2000 CF105) 1 a été découvert en 2001, son diamètre serait d'environ 46 km, on pourrait donc le qualifier d'astéroïde double.